# Кармелітська друкарня (Бердичів)
Кармелітська друкарня (м. Бердичів) — друкарня, заснована 1758 року при монастирі Кармелітів Босих.

## Передумови
Історія Бердичівської друкарні, яка проіснувала найдовше серед провінційних польських друкарень, що працювали на українських землях, відноситься до першої половини XVII століття. ЇЇ видавнича діяльність стала можливою завдяки київському воєводі Янушу Тишкевичу, який у 1630 р. подарував свій замок та земельну ділянку у Бердичеві орденові босих кармелітів, як обітницю за звільнення місцевості з татарського полону. Відкриття монастиря та освячення нижнього костелу відбулось 22 липня 1642 р. На честь посвячення костелу Януш Тишкевич подарував ікону Пресвятої Діви Марії, здавна відому у родині Тишкевичів своєю благодаттю. Під час національної революції 1648—1676 рр. в Україні, кармеліти залишають Бердичів та вивозять до Львова образ Матері Божої. Повернулися ченці у 1663 р., але їх було силою вигнано спадкоємцями Януша Тишкевича. І лише декретом 1717 р. Люблінського Трибуналу було наказано віддати ченцям відібрану власність. Монастир було відбудовано та повернуто до Бердичева чудодійний образ Матері Божої.

## Заснування друкарні
З другої половини XVIII століття Бердичів стає релігійним, науковим, культурним центром католицького Правобережжя. При монастирі з 1758 р. починає діяти кармелітська латино-польська друкарня. Спочатку вона називалася «Друкарня фортеці Пресвятої Діви Марії», а пізніше — «Друкарня Отців кармелітів босих». Дозвіл на заснування друкарні був отриманий від короля Річі Посполитої Августа III. Невдовзі з Австрії було привезено перший друкарський верстат, придбаний за кошти братства, що існувало при костелі, а в Скраглівці облаштовано папірню. Налагодження виробництва, фахове навчання працівників та набір перших книг зайняли понад рік. Різноманітна друкована продукція видавалася латинською, польською, єврейською, німецькою, французькою та російською мовами. З друкарнею тісно співпрацювали фахівці, видавці, вчителі, вчені, письменники, художники. Одним із організаторів та покровителів бердичівської друкарні був Юзеф Анджей Залуський (Józef Andrzej Załuski(1702—1774)) — видатна особа Речі Посполитої. У той час історик, віршотворець, драматург, перекладач, бібліофіл, проповідник і суспільний діяч. Починаючи з 1766 р. з Бердичевом пов'язане життя та творчість релігійного історика, викладача теології та філософії Гжегоша Тжешневського (Grzegorz Trześniewski). З кінця 1760 року у монастирі служили релігійний письменник Габріел Анджей Каспрович (1717—1785), та відомий вчений-бернардин Бенедикта Котфіцький.

## Видавнича діяльність
За майже столітнє існування друкарні в ній вийшла велика кількість релігійних, політичних, історичних, шкільних, господарчих, художніх творів. У 1760 році надруковані перші шість бердичівських видань, серед яких був підручник арифметичних та алгебраїчних правил Юзефа Тожевського на 188 сторінках. Гжегош Тжешневський є автором дослідження історії та чудес чудотворного образу Бердичівської Божої матері(«Ozdoba i obrona ukraińskich krajów, przecudowna w berdyczowskim obrazie Maria watykańskimi koronami od Benedykta XIV papieża z pobożnej hojności własnym jego kosztem sporządzonymi, przez ręce… Kajetana Ignacego Sołtyka, na ten czas kijowskiego biskupa… w roku 1756, dnia 16 miesiąca lipca ukoronowana», t. 1–2, Berdyczów, 1767). Бердичівські видання мали великий наклад, проте зовнішнім виглядом вони не відзначалися. Серед них виділяється видання Гжегоша Тжешневського, для якого було вилито нові шрифти, над оформленням працювали видатні гравери свого часу Теодор Раковецький, Теофіл Троцкевич, Іван Філіпович та Іоган Христіан Вінклер. Книга містить спогади та розповіді не тільки про минуле, але й передає в «щоденниковому» стилі враження від процесу коронації та чудотворної сили святого образу («Kazania miane podczas introdukcji koron, w dni trzy poprzedzające koronację, w dzień koronacji i przez całą oktawę»), містить казання Каєтана Солтика, бердичівського кармеліта Лаврентія, монаха з любарського монастиря Гната Городецького, фастівського пароха Василя Конашевича та Ігнатія Красіцького. Прикрашають видання ілюстрації Божих чудес та інтер'єру Бердичівського костьолу. Видання книги й тепер вражає мистецькою досконалістю гравюр та високою поліграфічною культурою. Виданий у Бердичеві 1780 р. опис коронації чудотворної ікони в Холмському греко-католицькому соборі цінний не тільки змістом (представляв перевидання важливого для української історіографії твору Якова Суші «Phoenix redivivus»), але й докуменально-точними ілюстраціями (вид Холма, вид собору, знаменитої чудотворної ікони). Подібних видань було небагато, але вони вплинули на популяризацію емблемної естетики, формуванню літературних та художніх смаків при оформлені книг. В друкарні босих кармелітів було видано чотири книги Габріела Анджея Каспровича: «Дванадцятьма зірками оздоблена корона… в чудотворному образі Її бердичівським у отців кармелітів босих» («Korona dwunastą Dubiecki M. Na kresach i za kresami. — Kijów gwiazdami ozdobiona,.. w cudownym obrazie Jej Berdyczowskim u WW. OO. Karmelitów Bosych…», Berdyczów, 1768), «Табір вишикуваних військ небесних… при чудотворному коронованому образі у Бердичівській фортеці» («Obóz uszykowany wojsk niebieskich… przy cudownym i ukoronowanym obrazie Jej w fortecy Berdyczowskiej…», Berdyczów, 1769), «Монарх неба і землі найсвітліша панна Марія в чудотворному і коронованому образі Бердичівської фортеці» («Monarchini Nieba i Ziemi Najświętsza Maria Panna w cudowym i ukoronowanym obrazie w fortecy Berdyczowskiej…», Berdyczów, 1769), «Зачинений сад…» («Ogród zamknięty…», Berdyczów, 1770). 1780 р. у Бердичеві опубліковано короткий посібник з історії Польщі професора риторики Вінницької школи Данила Гаєвського. У цьому ж році друкарня видала книгу історика-домініканця Климентія Ходикевича «Про історію Руської провінції ордену проповідників», яка була цікава українським читачам тим, що підкреслювала могутність Київської Русі, її самостійну роль у світовій історії. 1781 р. професор Житомирської школи Антон Капиця видав свій переклад з французької на польську мову «Загальну історію давніх держав». 1793 р. у Бердичеві видано «Буквар» латинським, кириличним і цивільним шрифтами. 1796 і 1797 років — російсько-польські букварі. Великою популярністю користувалися «Бердичівські календарі». Це були своєрідні бюлетені релігійних, політичних господарських і культурних подій. Вони виходили двома мовами — польською та російською. Накладом — сорок тисяч примірників на рік. Оскільки газети ще не мали популярності, то календарі були на той час важливими засобами нового типу друкованої інформації. В них популяризувалися здобутки видатних вчених Європи. Свої передбачення та спостереження друкували астрономи Краківської Академії. Наприкінці XVIII ст. Харківська губернська друкарня перекладала й видавала їх у російських перекладах з додатками. У 1793 р. після возз'єднання Правобережної України з Росією, Бердичівський монастир «босих кармелітів», діяльність якого не подобалась владолюбній Росії, був ліквідований, а друкарня перенесена до Житомира, де випуск календарів тривав ще до 1864 р. Загалом в друкарні босих кармелітів було видано 835 найменувань книжок, з них 105 видів різних молитовників, літургійні книги, підручники з теології, 70 збірок проповідей до різних церковних урочистостей, 64 види шкільних підручників, 55 томів поезій, повісті, романи, драми, що склало 65039 (за іншими відомостями — 71440) примірників, тобто в середньому — кожні півтора місяця з'являлось нове видання.

## Бібліотека Бердичівського монастиря
Після закриття римсько-католицьких монастирів у Волинській губернії бібліотека монастиря босих кармелітів передається в володіння Маріїнського костелу в Бердичеві. 1877 р. настоятель Київського учбового округу звертається до губернаторів Київської, Подільської та Волинської губерній про передачу учбовому відомству книг із бібліотек ліквідованих католицьких монастирів. В результаті цього клопотання він отримує каталог книг, які належали бібліотеці Бердичівського монастиря, і пропонує каталог передати бібліотеці університету Св. Володимира. Під керівництвом професора кафедри слов'янської філології університету А. А. Котляревського створюється комісія для перегляду каталогу. 1878 р. зібрання стародруків і рукописів перевезено до бібліотеки Київського університету Св. Володимира. Приналежність книжок до кармелітської книгозбірні засвідчують провенієнції. На всіх книгах монастирської бібліотеки є запис латинською мовою: «Conventus Berdiczoviensis Carmelitarum Discalceatorum» («Бердичівського монастиря босих кармелітів»), який свідчить, що книги перебували в її фонді. В бібліотеці університету книгозбірня монастиря зберігалася окремим фондом під назвою «Бердичівська колекція». В основному її фонд складали польськомовні та латиномовні видання — XV — початку XIX ст. За змістом книгозбірня поділяється на дві частини — церковно-теологічні та наукові видання. Церковно-теологічна література представлена примірниками майже всієї друкованої продукції кармелітської друкарні, де переважають видання, в яких зображено боротьбу ордена «Босих кармелітів» з православ'ям і насильницьким розповсюдженням унії. З 1559 р. Ватикан почав складати списки, які мали назву «Index librorum prohibitorum» — тобто «індекс заборонених книг» — переважно богословська література з теологічними дослідженнями, висновки яких розходилися з основними догмами католицької церкви та підривали її основи. Такі видання зберігались окремо від основного фонду і видавалися з дозволу настоятеля монастиря. Серед релігійної літератури — молитвеники, проповіді, духовні вірші. Велика кількість історичної літератури: монографії з історії стародавнього світу та середньовіччя; література з палеографії, археографії, історичної географії; з юриспруденції та філософії права; юридичні джерела — кодекси, устави, дипломатичні акти, монографії; твори з логіки, філософії, військової архітектури, суспільствознавства, медицини, довідкові видання. Бердичівська колекція книг з бібліотеки монастиря нараховує близько 5000 одиниць. Більшість книг добре збережені, мають оправу з пергаменту та шкіри, виготовлених у XVII—XVIII ст.
Протягом сторіч бібліотеки монастирів та соборів були найбільшими книжковими зібраннями, що існували на території Русі-України. Вони були етнокультурними центрами, що тривалий час забезпечували розвиток культури, зокрема, письменної. Стародруки, які зберігаються у фондах сучасних бібліотек є цінним джерелом для наукових досліджень.